# Битва при Наїссі
Битва при Наїссі — бій між Римською імперією та об'єднанням готських племен, що сталася у 268 році біля міста Наїсс (сучасний Ниш у Сербії). Римська армія на чолі з імператором Клавдієм II завдала нищівної поразки готському війську. Ця битва стала однією з виначних подій під час Кризи ІІІ століття у Римській імперії.
Блискавична римська перемога над більшим за чисельністю готським військом розглядається сучасними істориками як одна з найбільших у римській історії. Битва при Наїссі разом із подальшою діяльністю імператора Авреліана значно знизила тиск на Імперію з боку германських племен впродовж наступних десятиліть.

## Передумови
Битва при Наїссі відбулася внаслідок двох масових вторгнень «скіфських» племен (як їх анахронічно називають античні джерела) до римських земель між 267 і 269 роками. Перша хвиля сталася під час правління Галлієна в 267 році і розпочалася, коли герули, здійснивши набіг на 500 кораблях спустошили південне узбережжя Чорного моря та безуспішно напали на Візантію та Кизик. Вони були розбиті римським флотом, але їм вдалося втекти до Егейського моря, де вони спустошили острови Лемнос і Скірос та розграбували кілька міст південногрецької провінції Ахея (зокрема Афіни, Коринф, Аргос і Спарту). Тоді афінське ополчення на чолі з істориком Дексіппом відтіснило загарбників на північ, де їх перехопила римська армія Галлієна. Він здобув важливу перемогу біля річки Мести на межі Македонії та Фракії за допомогою далматської кінноти. За повідомленнями, втрати варварів у цій битві склали біля 3 тис. осіб. Як наслідок, лідер герулів Наулобат уклав з Римом мирну угоду.
Довгий час битва при Месті утотожнювалася з битвою при Наїссі, але сучасні дослідники мають іншу точку зору. З іншого боку, існує думка, що перемога при Месті була настільки рішучою, що зусилля Клавдія проти готів (включно з битвою при Наїссі) були не більше ніж операцією зачистки. Після своєї перемоги Галлієн залишив Луція Аврелія Марціана на місці і поспіхом виїхав до Італії, маючи намір придушити повстання свого кавалерійського офіцера Авреола. Після того, як влітку 268 року Галлієн був убитий поблизу Медіолана після змови керівництва вищих офіцерів своєї армії, Клавдій був проголошений новим імператором і вирушив до Риму задля задтвердження свого правління Сенатом. Безпосереднє занепокоєння Клавдія стосувалося алеманів, які вторглися до римських земель у Реції та Італії.
В той час розпочалося вже друге вторгнення загарбників з боку моря: величезна коаліція «скіфських» племен зібралася в гирлі річки Тіри (сучасний Дністер в Україні). Після невдалого штурму деяких міст західного Причорномор'я та Дунаю (Томи, Марціанополіс), окупанти напали на Візантію та Хрисополіс. Після цього вони увійшли до Егейського моря, де їхній загін спустошив острови Крит і Родос.

## Битва
Готи зустрілися з римською армією, що наступала з півночі біля міста Наїсс у сучасній Сербії. Битва, швидше за все, відбулася в 269 році і була жорстокою. Велика кількість людей з обох сторін була вбита, але у вирішальний момент римляни обдурили готів шляхом удаваної втечі. За деякими повідомленнями, нібито близько 50 тис. готів було вбито або взято в полон. Ймовірно, Авреліан, який керував усією римською кіннотою під час правління Клавдія, провів вирішальну атаку в битві.

## Наслідки
Великій кількості готів вдалося втекти в бік Македонії, захищаючись за своїми вагенбургами (пересувними фортифікаційними укріпленнями). Незабаром багато з них та їхніх тварин померли від голоду та римських переслідувань.
Психологічний вплив цієї перемоги був настільки сильним, що Клавдій став відомий нащадкам як Клавдій II Готський («Великий переможець готський»). Хоча проблеми із Зенобією на Сході та де-факто незалежною Галською імперією на Заході були настільки нагальними, що перемога при Наїссі була лише тимчасовим полегшенням для неспокійної Імперії. У 271 році, після того як Авреліан відбив чергове вторгнення готів, уся Дакія на північ від Дунаю була покинута Римом задля укріплення оборонної спроможності.